# ناصح الفضلي
ناصح الفضلي (2 أكتوبر 1965- 8 يوليو 2018)، ممثل كويتي من فئة البدون بدأ مجاله الفني في عام 1992 وقدم العديد من الأعمال الفنية المختلفة.

## أعماله
له العديد من الأعمال سواء في التلفزيون أو المسرح أو السينما
- حريم بو سلطان2016 - مسلسل
- بياعة النخي2016 - مسلسل(أبو صالح)
- الوجه المستعار2016 - مسلسل
- حكايات: حين أراك2016 - مسلسل
- ذاكرة من ورق2015 - مسلسل
- صديقاتي العزيزات2015 - مسلسل
- سعد وخواته2015 - مسلسل
- الليوان2015 - مسلسل
- المعزب2014 - مسلسل(عماش)
- ريحانة 2014 - مسلسل(القاضي)
- يا مالكا قلبي2013 - مسلسل
- حابل بنابل2013 - مسلسل
- وتستمر الأيام2013 - مسلسل
- يمعة أهل2013 - مسلسل
- الناس أجناس 22013 - مسلسل
- إنت عمري2012 - مسلسل
- غريب الدار2012 - مسلسل
- عبرات وحنين2012 - مسلسل
- ساهر الليل 3: وطن النهار2012 - مسلسل
- الفلتة 22012 - مسلسل
- الحب لا يكفي أحياناً2011 - مسلسل
- كل يوم سالفه2011 - مسلسل
- فرصة ثانية 2011 - مسلسل(ناصر)
- بوكريم برقبته سبع حريم2011 - مسلسل(الرجل الذي يريد هدم منزل بوكريم)
- الفلتة 2011 - مسلسل
- حريم عنزروت 22011 - مسلسل
- الثمن2011 - مسلسل(محامي خالد)
- طاح الجمل2011 - مسلسل
- الدخيلة 2011 - مسلسل
- غدير راعية الجمال2011 - مسرحية
- أيام الفرج2010 - مسلسل(أبو علي)
- صعب المنال2010 - مسلسل
- حريم عنزروت2010 - مسلسل
- سوق الجت2010 - مسلسل
- المنقسي2010 - مسلسل
- زوارة الخميس2010 - مسلسل(عبد العزيز أخو ثنيان)
- رسائل من صدف2009 - مسلسل
- الورثة 2009 - مسلسل
- الظل الأبيض2009 - مسلسل
- سوق واجف2009 - مسلسل
- وعاد الماضي2009 - مسلسل
- دمعة يتيم2009 - مسلسل
- المقرود2009 - مسلسل
- أم البنات2009 - مسلسل
- فضة قلبها أبيض2008 - مسلسل
- دار الزمن 2008 - مسلسل
- بين عصرين2008 - مسلسل
- الملك المزيف2008 - مسرحية
- كيوت2008 - فيلم
- عيال أبو سالم2008 - مسلسل
- وحيد والمخبرين2007 - مسلسل
- الأصيل2007 - مسلسل
- سند وابطال الغابة 2007 - مسلسل
- رحلة شقى 2007 - مسلسل
- الخراز2007 - مسلسل
- جمانة 2007 - مسلسل
- الأبطال الستة 2007 - مسرحية(عروض عيد الأضحى)
- تاكسي تحت الطلب2007 - مسلسل
- عيال الفقر2007 - مسلسل
- الأخ صالحة 2007 - مسلسل
- قتالة الشجعان2007 - مسلسل
- واقعي2007 - مسلسل
- 20074x4 - مسلسل
- خال الحكم2006 - مسلسل
- عتيج الصوف2006 - مسلسل
- بلا قيود2006 - مسلسل
- صاحبة الامتياز2006 - مسلسل
- جادة 2006 - مسلسل
- جني وعطبة 2005 - مسلسل
- شملان2005 - مسلسل
- عليك سعيد ومبارك2005 - مسلسل
- إن فات الفوت2005 - مسلسل
- فريج صويلح2005 - مسلسل(صديق إبراهيم)
- غصات الحنين2004 - مسلسل
- الشقردي2004 - مسلسل
- الدار2004 - مسلسل
- للحياة وجه آخر2004 - مسلسل(ضيف الحلقات)
- الأرجوحة 2004 - مسلسل(د. مطلق)
- دنيا القوي2004 - مسلسل
- رحلة أبو بلال2003 - مسلسل
- الحيالة 2003 - مسلسل
- الحريم2003 - مسلسل
- ثمن عمري2002 - مسلسل(أبو عادل)
- سهم الغدر2002 - مسلسل
- جرح الزمن2001 - مسلسل
- بيت الوالد1998 - مسلسل
- اثنان على الطريق1997 - مسلسل
- الوريث1997 - مسلسل
- الناس أجناس1997 - مسلسل
- دلق سهيل (ج1)1996 - مسلسل
- رجل سنة 601996 - مسلسل
- صالح تحت التدريب1995 - مسلسل
- حضيضان إكسبرس1992 - مسلسل(أول دور)